# Zew (album)
Zew – czwarty album studyjny polskiego piosenkarza Łukasza „Mrozu” Mroza, wydany 24 lutego 2017 roku nakładem wytwórni Warner Music Poland.
Album dotarł do 12 miejsca zestawienia OLiS i uzyskał status złotej płyty. Album promowały cztery single: "Sierść ", "Duch", "Nieśmiertelni" oraz " Szerokie wody". Wydawnictwo otrzymało nominację do Fryderyka 2018 w kategorii Album Roku - Alternatywa.

## Lista utworów
| 1.  | „Duch”          |  |
|     |                 |  |
| 2.  | „Sierść”        |  |
|     |                 |  |
| 3.  | „Mgła”          |  |
|     |                 |  |
| 4.  | „Przelot”       |  |
|     |                 |  |
| 5.  | „Rewolucje      |  |
|     |                 |  |
| 6.  | „Plan B”        |  |
|     |                 |  |
| 7.  | „Asteroida”     |  |
|     |                 |  |
| 8.  | „Nieśmiertelni” |  |
|     |                 |  |
| 9.  | „Houston”       |  |
|     |                 |  |
| 10. | „Jak Ty”        |  |
|     |                 |  |
| 11. | „Szerokie wody” |  |
|     |                 |  |

## Pozycja na liście sprzedaży
| Kraj   | Lista sprzedaży (2017)    | Najwyższa pozycja |
| ------ | ------------------------- | ----------------- |
| Polska | Oficjalna Lista Sprzedaży | 12                |